# Kreis Borken
Der Kreis Borken ist eine Gebietskörperschaft im Westmünsterland auf der Niederrheinischen Tiefebene im Nordwesten des Landes Nordrhein-Westfalen. Er entstand am 1. Januar 1975 im Zuge der Kreisgebietsreform durch das Münster/Hamm-Gesetz, gehört zum Regierungsbezirk Münster und ist Mitglied im Landschaftsverband Westfalen-Lippe. Sitz des Kreises ist die Stadt Borken. Größte Stadt im Kreis Borken ist Bocholt.

## Geographie

### Räumliche Lage
Der Kreis Borken im Westmünsterland hat im Westen eine 108 km lange Grenze zu den Niederlanden. Die maximale Nord-Süd-Ausdehnung beträgt 57 km, die maximale West-Ost-Ausdehnung beträgt 61 km. Die höchste Erhebung ist ein Schöppinger Berg genannter Ausläufer der Baumberge mit 154 m über NN. Mit 14 m über NN ist die Niederung der Issel bei Anholt der niedrigste Punkt im Kreisgebiet. 42,8 % der Fläche des Kreises Borken (608,4 km²) sind als Landschaftsschutzgebiet ausgewiesen, 48,4 km² sind Naturschutzgebiet.

### Kreisangehörige Gemeinden
Der Kreis Borken gliedert sich in 17 kreisangehörige Gemeinden, von denen drei Mittlere kreisangehörige Städte und eine Große kreisangehörige Stadt sind. Für ihre örtlichen Angelegenheiten sind die Gemeinden grundsätzlich selbst zuständig, während der Kreis für kleinere Kommunen örtliche und ansonsten überörtliche Aufgaben übernimmt.
| Name            | Einwohner | Fläche      | Einw./km² | Status                         | AGS        |
| --------------- | --------- | ----------- | --------- | ------------------------------ | ---------- |
| Ahaus           | 040.176   | 0151.24 km² | 266       | mittlere kreisangehörige Stadt | 05 554 004 |
| Bocholt         | 073.257   | 0119.40 km² | 614       | große kreisangehörige Stadt    | 05 554 008 |
| Borken          | 043.035   | 0152.97 km² | 281       | mittlere kreisangehörige Stadt | 05 554 012 |
| Gescher         | 017.433   | 0080.84 km² | 216       | kreisangehörige Stadt          | 05 554 016 |
| Gronau (Westf.) | 050.547   | 0078.82 km² | 641       | mittlere kreisangehörige Stadt | 05 554 020 |
| Heek            | 00.8773   | 0069.43 km² | 126       | kreisangehörige Gemeinde       | 05 554 024 |
| Heiden          | 00.8704   | 0053.39 km² | 163       | kreisangehörige Gemeinde       | 05 554 028 |
| Isselburg       | 011.251   | 0042.80 km² | 263       | kreisangehörige Stadt          | 05 554 032 |
| Legden          | 00.7511   | 0056.28 km² | 133       | kreisangehörige Gemeinde       | 05 554 036 |
| Raesfeld        | 011.709   | 0057.95 km² | 202       | kreisangehörige Gemeinde       | 05 554 040 |
| Reken           | 015.109   | 0078.74 km² | 192       | kreisangehörige Gemeinde       | 05 554 044 |
| Rhede           | 019.674   | 0078.90 km² | 249       | kreisangehörige Stadt          | 05 554 048 |
| Schöppingen     | 00.7033   | 0068.81 km² | 0102      | kreisangehörige Gemeinde       | 05 554 052 |
| Stadtlohn       | 020.946   | 0079.25 km² | 264       | kreisangehörige Stadt          | 05 554 056 |
| Südlohn         | 00.9861   | 0045.56 km² | 216       | kreisangehörige Gemeinde       | 05 554 060 |
| Velen           | 012.678   | 0070.75 km² | 179       | kreisangehörige Stadt          | 05 554 064 |
| Vreden          | 023.099   | 0135.83 km² | 170       | kreisangehörige Stadt          | 05 554 068 |
|                 | 380.796   | 1420.96 km² | 268       | Kreis Borken                   | 05 554     |

(Einwohnerzahlen vom 31. Dezember 2024)

### Nachbarkreise bzw. -provinzen
Der Kreis Borken grenzt im Uhrzeigersinn im Norden beginnend an den niedersächsischen Landkreis Grafschaft Bentheim (2 km) sowie an die Kreise Steinfurt (33 km), Coesfeld (51 km), Recklinghausen (29 km), Wesel (45 km) und Kleve (10 km). Im Nordwesten grenzt er über 108 km an die niederländischen Provinzen Gelderland und Overijssel.
| Provinz Overijssel (Niederlande) | Landkreis Grafschaft Bentheim (Niedersachsen) | Kreis Steinfurt      |
| Provinz Gelderland (Niederlande) | Kompassrose, die auf Nachbargemeinden zeigt   | Kreis Coesfeld       |
| Kreis Kleve                      | Kreis Wesel                                   | Kreis Recklinghausen |

## Geschichte
Im Zuge der kommunalen Neugliederung wurden die bisherigen Kreise Ahaus und Borken zum 31. Dezember 1974 aufgelöst und gemeinsam mit der kreisfreien Stadt Bocholt, der kreisangehörigen Stadt Isselburg (vormals Kreis Rees) sowie den Gemeinden Erle (vormals Kreis Recklinghausen) und Gescher (vormals Kreis Coesfeld) mit Wirkung vom 1. Januar 1975 zum neuen Kreis Borken zusammengeschlossen. Die bis dahin zum alten Kreis Borken gehörige Gemeinde Dingden wurde der neugebildeten Gemeinde Hamminkeln im neuen Kreis Wesel angeschlossen.
1975 bestand der Kreis Borken aus neun kreisangehörigen Städten und acht Gemeinden. 2012 wurde die Gemeinde Velen zur Stadt erhoben.

### Einwohnerstatistik

Einwohnerentwicklung des Kreises Borken von 1975 bis 2015

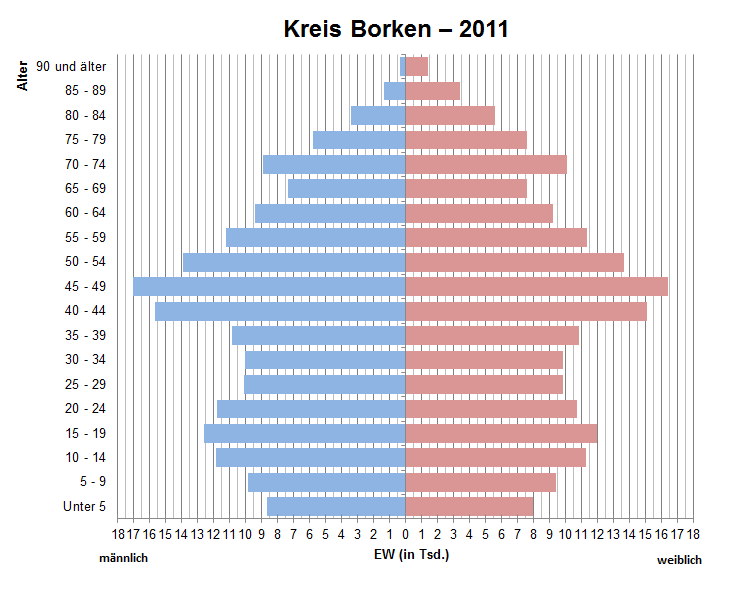
Bevölkerungspyramide für den Kreis Borken (Datenquelle: Zensus 2011)

| Jahr | Einwohner |
| ---- | --------- |
| 1975 | 289.649   |
| 1980 | 299.578   |
| 1985 | 307.162   |
| 1990 | 320.580   |
| 1995 | 342.688   |
| 2000 | 359.573   |
| 2005 | 369.112   |
| 2010 | 369.633   |
| 2015 | 369.666   |
| 2020 | 371.898   |
| 2022 | 379.070   |

### Konfessionsstatistik
Laut Statistik lag die Zahl der Katholiken im Kreis Borken Ende des Jahres 2021 bei 236.322 Einwohnern (64 % der Gesamtbevölkerung).
Laut Statistik des Bistums Münster gab es im Jahr 2022 5001 Kirchenaustritte (fast 2 % der Gesamtbevölkerung) und im Jahr 2023 4288 (1,5 % der Gesamtbevölkerung).

## Politik
- DIE LINKE.: 1
- GRÜNE: 9
- SPD: 9
- UWG: 4
- Stadtpartei: 1
- FDP: 4
- CDU: 30
- AfD: 2

### Kreistag
Im Kreistag von Borken sind seit der Kommunalwahl 2020 Vertreter von sieben Parteien und zwei Wählergruppen vertreten. Die CDU hat die Mehrheit der Mandate inne.
Die Sitzverteilung im Kreistag nach Fraktionen und Gruppen (Stand November 2020) ist wie folgt:
| CDU | GRÜNE                | SPD | UWG/Stadtpartei     | FDP | Fraktionslose | Gesamt |
| --- | -------------------- | --- | ------------------- | --- | ------------- | ------ |
| 30  | 10                   | 9   | 5                   | 4   | 2             | 60     |
|     | GRÜNE 9 DIE LINKE. 1 |     | UWG 4 Stadtpartei 1 |     | AfD 2         |        |

In den vergangenen Wahlperioden setzte sich der Kreistag folgendermaßen zusammen:
| Kreistag für den Kreis Borken: Wähleranteil und Mandate seit 1994 | Kreistag für den Kreis Borken: Wähleranteil und Mandate seit 1994 | Kreistag für den Kreis Borken: Wähleranteil und Mandate seit 1994 | Kreistag für den Kreis Borken: Wähleranteil und Mandate seit 1994 | Kreistag für den Kreis Borken: Wähleranteil und Mandate seit 1994 | Kreistag für den Kreis Borken: Wähleranteil und Mandate seit 1994 | Kreistag für den Kreis Borken: Wähleranteil und Mandate seit 1994 | Kreistag für den Kreis Borken: Wähleranteil und Mandate seit 1994 | Kreistag für den Kreis Borken: Wähleranteil und Mandate seit 1994 | Kreistag für den Kreis Borken: Wähleranteil und Mandate seit 1994 | Kreistag für den Kreis Borken: Wähleranteil und Mandate seit 1994 | Kreistag für den Kreis Borken: Wähleranteil und Mandate seit 1994 | Kreistag für den Kreis Borken: Wähleranteil und Mandate seit 1994 | Kreistag für den Kreis Borken: Wähleranteil und Mandate seit 1994 | Kreistag für den Kreis Borken: Wähleranteil und Mandate seit 1994 | Kreistag für den Kreis Borken: Wähleranteil und Mandate seit 1994 | Kreistag für den Kreis Borken: Wähleranteil und Mandate seit 1994 | Kreistag für den Kreis Borken: Wähleranteil und Mandate seit 1994 | Kreistag für den Kreis Borken: Wähleranteil und Mandate seit 1994 | Kreistag für den Kreis Borken: Wähleranteil und Mandate seit 1994 | Kreistag für den Kreis Borken: Wähleranteil und Mandate seit 1994 | Kreistag für den Kreis Borken: Wähleranteil und Mandate seit 1994 | Kreistag für den Kreis Borken: Wähleranteil und Mandate seit 1994 |
| ----------------------------------------------------------------- | ----------------------------------------------------------------- | ----------------------------------------------------------------- | ----------------------------------------------------------------- | ----------------------------------------------------------------- | ----------------------------------------------------------------- | ----------------------------------------------------------------- | ----------------------------------------------------------------- | ----------------------------------------------------------------- | ----------------------------------------------------------------- | ----------------------------------------------------------------- | ----------------------------------------------------------------- | ----------------------------------------------------------------- | ----------------------------------------------------------------- | ----------------------------------------------------------------- | ----------------------------------------------------------------- | ----------------------------------------------------------------- | ----------------------------------------------------------------- | ----------------------------------------------------------------- | ----------------------------------------------------------------- | ----------------------------------------------------------------- | ----------------------------------------------------------------- | ----------------------------------------------------------------- |
| Wahlperiode                                                       | Wahlperiode                                                       | CDU                                                               | CDU                                                               | SPD                                                               | SPD                                                               | FDP                                                               | FDP                                                               | Bündnis 90/Die Grünen                                             | Bündnis 90/Die Grünen                                             | Unabhängige Wählergemeinschaft Kreis Borken                       | Unabhängige Wählergemeinschaft Kreis Borken                       | Die Linke                                                         | Die Linke                                                         | Stadtpartei                                                       | Stadtpartei                                                       | fl                                                                | fl                                                                | Die Linke                                                         | Die Linke                                                         | Die Linke                                                         | Die Linke                                                         | Tag                                                               |
| XII                                                               | 1994–1999                                                         | 51,1                                                              | 33                                                                | 31,5                                                              | 20                                                                | 2,7                                                               | –                                                                 | 7,0                                                               | 4                                                                 | 7,7                                                               | 4                                                                 |                                                                   |                                                                   |                                                                   |                                                                   |                                                                   |                                                                   |                                                                   |                                                                   |                                                                   |                                                                   | 64                                                                |
| XIII                                                              | 1999–2004                                                         | 59,1                                                              | 35                                                                | 25,1                                                              | 15                                                                | 2,9                                                               | 2                                                                 | 4,9                                                               | 3                                                                 | 8,0                                                               | 5                                                                 |                                                                   |                                                                   |                                                                   |                                                                   | 60                                                                |                                                                   |                                                                   |                                                                   |                                                                   |                                                                   |                                                                   |
| XIV                                                               | 2004–2009                                                         | 55,2                                                              | 33                                                                | 21,7                                                              | 13                                                                | 6,0                                                               | 4 3                                                               | 7,3                                                               | 4                                                                 | 9,8                                                               | 6                                                                 | –                                                                 | – 1                                                               |                                                                   |                                                                   |                                                                   |                                                                   | 60                                                                |                                                                   |                                                                   |                                                                   |                                                                   |
| XV                                                                | 2009–2014                                                         | 49,5                                                              | 30                                                                | 21,9                                                              | 13                                                                | 8,8                                                               | 5                                                                 | 8,2                                                               | 5                                                                 | 8,2                                                               | 5                                                                 | 2,5                                                               | 1                                                                 | 0,9                                                               | 1                                                                 |                                                                   |                                                                   |                                                                   |                                                                   |                                                                   |                                                                   | 60                                                                |
| XVI                                                               | 2014–2020                                                         | 51,8                                                              | 31                                                                | 22,6                                                              | 14                                                                | 4,2                                                               | 2                                                                 | 8,5                                                               | 5                                                                 | 6,0                                                               | 4                                                                 | 2,1                                                               | 1                                                                 | 1,1                                                               | 1                                                                 |                                                                   |                                                                   | 1,4                                                               | 1                                                                 | 2,1                                                               | 1                                                                 | 60                                                                |
| XVII                                                              | 2020–2025                                                         | 49,4                                                              | 30                                                                | 15,8                                                              | 9                                                                 | 6,0                                                               | 4                                                                 | 15,0                                                              | 9                                                                 | 7,3                                                               | 4                                                                 | 2,1                                                               | 1                                                                 | 1,4                                                               | 1                                                                 |                                                                   |                                                                   |                                                                   |                                                                   | 2,9                                                               | 2                                                                 | 60                                                                |
| Quellen:                                                          |                                                                   |                                                                   |                                                                   |                                                                   |                                                                   |                                                                   |                                                                   |                                                                   |                                                                   |                                                                   |                                                                   |                                                                   |                                                                   |                                                                   |                                                                   |                                                                   |                                                                   |                                                                   |                                                                   |                                                                   |                                                                   |                                                                   |

### Wappen, Banner, Flagge und Siegel
| Banner, Wappen und Hissflagge | Banner, Wappen und Hissflagge |
| ----------------------------- | ----------------------------- |
|                               |                               |
|                               |                               |

Beschreibung: „In Gelb (Gold) ein mit drei weißen (silbernen) Mauerankern belegter roter Balken.“
Das am 14. Mai 1979 durch den Regierungspräsidenten in Münster genehmigte Wappen ist an das Wappen des Hochstifts Münster angelehnt, zu dem große Teile des Kreisgebiets gehörten mit Ausnahme der Herrschaften von Gemen und Anholt. Die Maueranker entstammen dem Wappen der Herren von Zuylen, denen die einstige Herrschaft Anholt gehörte. Die drei Maueranker symbolisieren gleichzeitig die Zusammensetzung des neuen Kreises aus den Altkreisen Ahaus und Borken sowie der kreisfreien Stadt Bocholt.
Das Wappen des Altkreises Borken, das am 10. Mai 1955 genehmigt worden war, verlor bei der Kreisneugründung 1975 seine Gültigkeit. Daher führte der neu gebildete Kreis Borken zunächst kein eigenes Wappen und verwendete gem. § 5 der Verordnung über die Führung des Landeswappens vom 16. Mai 1956 (SGV. NW. 113) als Dienstsiegel das kleine Landessiegel. Der neue Kreistag beschloss, ein neues Wappen für den Kreis Borken entwerfen zu lassen. Deshalb wurde ein Wettbewerb veranstaltet, dessen Resultat allerdings wenig Anklang fand. So wurde der Heraldiker Waldemar Mallek damit beauftragt, einen alten Entwurf von ihm zu überarbeiten.

Wappen des Altkreises Ahaus
Wappen der Stadt Bocholt
Wappen des Altkreises Borken (1955–1974)
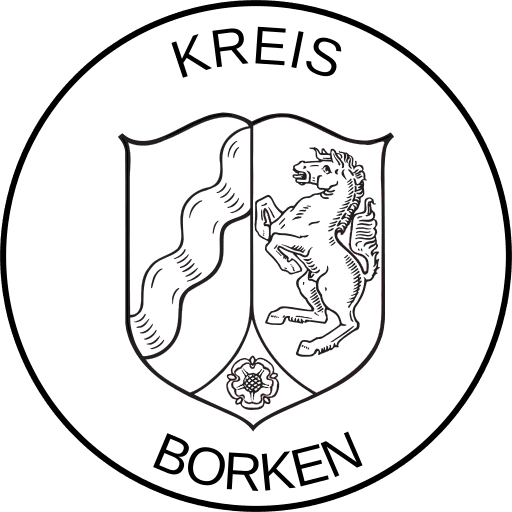
Siegel des Kreises Borken (1975–1977)
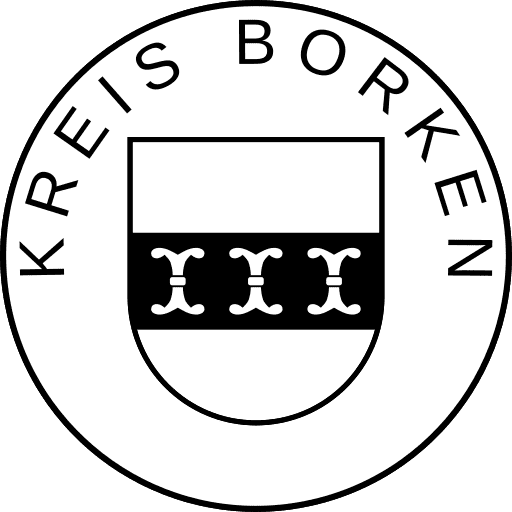
Siegel des Kreises Borken
Logo für Öffentlichkeitsarbeit des Kreises Borken

Das Banner des Kreises ist rot-gelb gespalten mit dem aufgelegten Wappen oberhalb der Mitte; die Flagge ist rot-gelb geteilt mit dem aufgelegten Wappen in der Mitte zur Stange hin verschoben.

### Landräte
- 1975–1994: Franz Skorzak
- 1994–2009: Gerd Wiesmann
- seit 2009: Kai Zwicker

## Kultur
Das Kreismuseum Borken befindet sich in Vreden. Es trug bis Ende 2014 den Namen Hamaland-Museum. Nach einem umfangreichen Umbau im Rahmen der Regionale 2016 wurde es 2017 unter dem neuen Namen kult – Kultur und lebendige Tradition Westmünsterland wiedereröffnet. Es handelt sich um das größte kulturgeschichtliche Museum im westlichen Münsterland. Die bisherige Dauerausstellung zeigte Exponate zur Geschichte der Region, zur Kirchengeschichte, zu Natur und Handwerk, Kunsthandwerk sowie Hauswirtschaft. Das herausragende Ausstellungsstück ist die Sixtus-Kasel, ein sakrales Gewand aus dem 7. Jahrhundert. Die Kasel zählt zu den ältesten erhaltenen Textilien Deutschlands. Das Museum zeigt regelmäßig auch Sonderausstellungen und bietet ein umfangreiches museumspädagogisches Programm an. Von April bis Oktober kann auch eine aus zehn Gebäuden bestehende historische Hofanlage besichtigt werden, die sich etwa 200 m entfernt im Stadtpark von Vreden befindet.
Im Jahre 2005 war der Kreis Borken Standort und Ausrichter der Skulptur Biennale Münsterland.

## Verkehr

### Luftverkehr
Die nächstgelegenen Verkehrsflughäfen sind die Flughäfen Niederrhein, Dortmund, Düsseldorf und Münster/Osnabrück.
Privat- und Geschäftsflieger können den Flugplatz Stadtlohn-Vreden nutzen. Segelfliegern und Motorflugzeugen steht darüber hinaus der Flugplatz Borken-Hoxfeld zur Verfügung.

### Schienenverkehr
Der Kreis Borken wird von fünf Eisenbahnstrecken erschlossen, die vorwiegend in Nord-Süd-Richtung verlaufen: Wesel–Bocholt, Winterswijk–Gelsenkirchen-Bismarck, Duisburg–Quakenbrück, Dortmund–Gronau und Münster–Enschede. Alle Strecken sind eingleisig und – mit Ausnahme von Bocholt – nicht elektrifiziert. Sie dienen fast ausschließlich dem Schienenpersonennahverkehr.
Der Süden des Kreises wurde früher durch die Bahnstrecke Empel-Rees–Münster in Ost-West-Richtung erschlossen.

### Straßen
Der Kreis Borken wird von zwei Bundesautobahnen und sechs Bundesstraßen erschlossen:
- der A 3 (E 35) Arnheim – (Hollandlinie) – Oberhausen – Köln – Frankfurt am Main – Würzburg – Nürnberg – Passau und
- der A 31 Emden – Leer – Meppen – Gronau – Bottrop sowie
- den Bundesstraßen 54, 67, 70, 224, 473, 474 und 525. Dabei liegen 49,3 km der Autobahnen und 175,2 km der Bundesstraßen im Kreisgebiet. Am 1. Januar 2005 waren 236.614 Kraftfahrzeuge zugelassen.[2]

### Kfz-Kennzeichen
Am 1. Juli 1956 wurde dem damaligen Landkreis Borken bei der Einführung der bis heute gültigen Kfz-Kennzeichen das Unterscheidungszeichen BOR zugewiesen. Nach dessen Auflösung führte der neugegründete Kreis Borken ab dem 1. Januar 1975 das Kennzeichen weiter. Seit dem 1. Februar 2013 werden im Zusammenhang mit der Kennzeichenliberalisierung auch die Unterscheidungszeichen AH (Ahaus) und BOH (Bocholt) ausgegeben.

## Wirtschaft

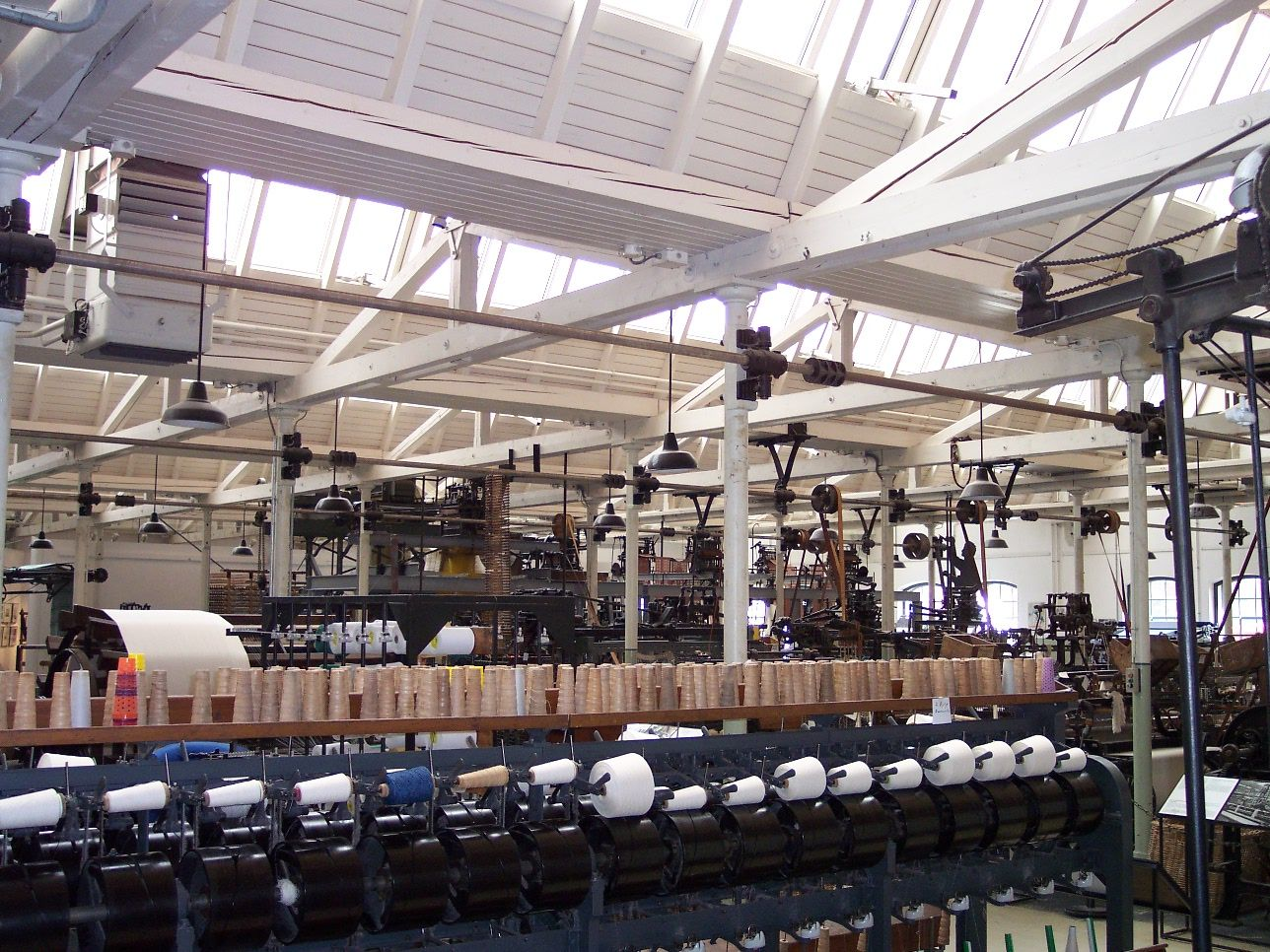
Websaal im Textilmuseum Bocholt

Im Zukunftsatlas 2016 belegte der Kreis Borken Platz 198 von 402 Landkreisen, Kommunalverbänden und kreisfreien Städten in Deutschland und zählt damit zu den Regionen mit „ausgeglichenem Chancen-Risiko Mix“ für die Zukunft. Der Bezirk Coesfeld der Agentur für Arbeit, zu dem der Kreis Borken zählt, weist seit mehreren Jahren die geringsten Arbeitslosenzahlen im Land Nordrhein-Westfalen auf.
Großen Einfluss auf die Industrialisierung im heutigen Kreisgebiet hatte die Textilindustrie mit großen Spinnereien, Webereien und Nähereien. Das Textilmuseum in Bocholt erinnert hieran.
Heute prägen vor allem kleine und mittelständische Unternehmen und Handwerksbetriebe die Wirtschaft im ländlichen Westmünsterland. Ein großes Potenzial bietet dabei die zentrale Lage zwischen dem niederländischen Achterhoek, dem westfälischen Münster und dem Ruhrgebiet. Dadurch haben verschiedene Logistikunternehmen den Standort für sich entdeckt. In den Städten Ahaus, Stadtlohn und Vreden haben die Grafische und Druckindustrie nennenswerte Bedeutung. In der jüngeren Vergangenheit hat sich zudem ein regional bedeutsames Cluster im Bereich der Informationstechnologie entwickeln können. Inzwischen sind in diesen Unternehmen mehrere tausend Mitarbeiter beschäftigt. Im Bereich Möbelherstellung und Vertrieb ist die in Stadtlohn ansässige Firma Hülsta zu erwähnen. Auch die zahlreichen landwirtschaftlichen Betriebe und die vielen direkt und indirekt mit der Landwirtschaft verbundenen Unternehmen stützen die Wirtschaftskraft des Kreises.
Die Wirtschaftsförderung des Kreises Borken wurde im Wettbewerb Großer Preis des Mittelstandes 2006 als „Kommune des Jahres“, 2012 als „Premier-Kommune“ und 2018 mit der „Premier-Ehrenplakette“ ausgezeichnet.
Internationale Firmen sind ebenfalls im Kreis vertreten. In Bocholt betreibt Gigaset Communications ein Werk zur Herstellung schnurloser Telefone. Die Flender GmbH (vormals „A. Friedr. Flender AG“, heute Teil der Private-Equity-Gesellschaft Carlyle) ist Weltmarktführer im Bereich Antriebstechnik (Industriegetriebe und Getriebe für Windenergieanlagen). In Heek hat der international führende Hersteller von Großwärmepumpen und von Blockheizkraftwerken, die börsennotierte 2G Energy AG, ihren Konzernsitz und in Gronau betreibt die Urenco-Gruppe Deutschlands einzige Urananreicherungsanlage.
Die größte zusammenhängende Industriefläche Nordrhein-Westfalens ist der Industriepark Bocholt mit mehr als 200 Betrieben und über 6.000 Beschäftigten.

## Bildung
In Bocholt befindet sich eine Abteilung der Westfälischen Hochschule Gelsenkirchen Bocholt Recklinghausen. In dem modernen Campusgebäude an der Münsterstraße sind folgende Studiengänge zu finden: Informationstechnik, International Management, Mechatronik, Wirtschaft sowie Wirtschaftsingenieurwesen und Wirtschaftsinformatik. Seit dem Wintersemester 2010/11 wird zudem das Studienfach Bionik angeboten.
Zudem befindet sich in der Bocholter Innenstadt ein Online-Fernstudienzentrum der Fachhochschule des Mittelstandes.
Weiterhin wird am Krankenhaus in Bocholt ein weiterer Hochschulstandort der Fachhochschule Münster errichtet, an dem verschiedene Gesundheitsstudiengänge angeboten werden sollen.
In Heek-Nienborg befindet sich die Landesmusikakademie Nordrhein-Westfalen als landeszentrale Einrichtung für die musikalische Aus-, Fort- und Weiterbildung. Mit Kursen, Lehrgängen, Tagungen, Konzerten und Projekten wendet sie sich an Laienmusiker, Musikpädagogen aus allen Bereichen, Nachwuchsmusiker und Interessierte.

## Medien
- Hörfunk: Für den Kreis Borken sendet Radio WMW (Westmünsterlandwelle) im Privatradioverbund von Radio NRW. Gesendet wird aus Borken.
- Fernsehen: Der Regionalsender „wm.tv“ aus Bocholt sendete bis 2014 Regionales aus den Kreisen Borken, Recklinghausen, Steinfurt und Coesfeld.
- Zeitung: Aus Borken berichtet wochentags die Borkener Zeitung.
- Zeitung: Aus Bocholt berichtet wochentags das Bocholter-Borkener Volksblatt, welches vom Temming-Verlag vertrieben wird.